# 共立基督教研究所
共立基督教研究所（きょうりつキリストきょうけんきゅうじょ）は、福音主義に立つ東京基督教大学附属の神学研究機関。千葉県印西市内野に所在。
1980年に東京基督教短期大学、日本基督神学校、共立女子聖書学院が合併し、その人材を引き継いだ研究機関として設立された。英国のアリスター・マクグラスと連携した研究を行っている。

## 刊行物
- 『宣教学文献リスト』 1984(共立モノグラフ no.1)
- 『ポスト・ローザンヌ』宇田進、尾形守他  1987 (共立モノグラフ no.2)
- 『神の啓示と日本人の宗教意識』宇田進、稲垣久和、堀越暢治他1989 (共立モノグラフ  no.3)
- 『宣教ハンドブック』共立基督教研究所  1991(共立モノグラフ  no.4)
- 『聖書と精神医学』共立基督教研究所 1993 (共立モノグラフ  no.5)